# William B. Davidson
William Beatman Davidson (Dobbs Ferry, 16 giugno 1888 – Santa Monica, 28 settembre 1947) è stato un attore statunitense.

## Filmografia parziale
- The Carnation Kid, regia di E. Mason Hopper e Leslie Pearce (1929)
- No Limit, regia di Frank Tuttle (1931)
- Pericolosa partita (The Most Dangerous Game), regia di Irving Pichel e Ernest B. Schoedsack (1932)
- Non sono un angelo (I'm No Angel), regia di Wesley Ruggles (1933)
- Cowboy from Brooklyn, regia di Lloyd Bacon (1938)
- Hanno fatto di me un criminale (They Made Me a Criminal), regia di Busby Berkeley (1939)
- Morire all'alba (Each Dawn I Die), regia di William Keighley (1939)
- Serenata a Vallechiara (Sun Valley Serenade), regia di H. Bruce Humberstone (1941)
- La moglie celebre (The Farmer's Daughter), regia di H.C. Potter (1947)

## Doppiatori italiani
- Gaetano Verna in Morire all'alba
- Aldo Silvani in La moglie celebre